# Själaholmen, Lovisa
Själaholmen är en ö i Finland. Den ligger i Finska viken och i kommunen Lovisa i den ekonomiska regionen  Lovisa i landskapet Nyland, i den södra delen av landet. Ön ligger omkring 67 kilometer öster om Helsingfors.
Öns area är 3,3 hektar och dess största längd är 270 meter i nord-sydlig riktning. Ön höjer sig omkring 25 meter över havsytan.